# Ilha Carney
A Ilha Carney é uma ilha da Antártida coberta por gelo. Tem 110 km de comprimento e cerca de 8.500 km² de área (o que faz dela a 86ª maior do mundo e a 4ª maior da Antárctida), com quase toda a sua costa na plataforma de gelo Getz.
Fica entre a ilha Siple e a ilha Wright ao longo da costa da Terra de Marie Byrd.  